# Christophe Léonard (Politiker)
Christophe Léonard (* 31. Januar 1971 in Charleville-Mézières) ist ein französischer Politiker. Er ist seit 2012 Abgeordneter der Nationalversammlung.
Léonard schloss sein Studium mit einem Masterabschluss in Finanz- und Rechnungswesen sowie einem DESS in lokaler Verwaltung ab. Zu Beginn der 1990er-Jahre trat er der Parti socialiste bei. 1997 begann er, als parlamentarischer Assistent zu arbeiten. Mit seinem Einzug in den Generalrat des Départements Ardennes im Jahr 2008 erlangte er sein erstes eigenes politisches Mandat. 2011 wurde er dort Fraktionsvorsitzender der Sozialisten und ihrer Verbündeten. Im Dezember des Jahres wurde er zum Kandidaten im zweiten Wahlkreis des Départements für die anstehenden Parlamentswahlen nominiert. Dabei setzte er sich unter anderem gegen den bisherigen Abgeordneten und seinen Parteifreund Philippe Vuilque durch, der aus der Parti socialiste ausgeschlossen worden war.